# Hyperolius castaneus
Hyperolius castaneus és una espècie de granota de la família dels hiperòlids que viu a Burundi, la República Democràtica del Congo, Ruanda i Uganda.
Està amenaçada d'extinció per la pèrdua del seu hàbitat natural.